# Édouard Brandon

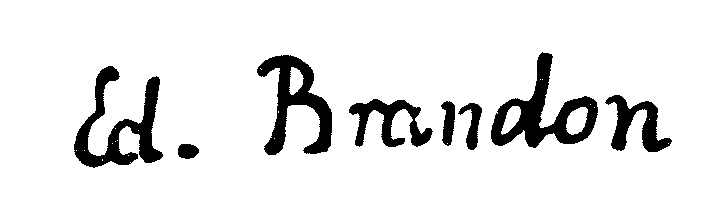
Handtekening

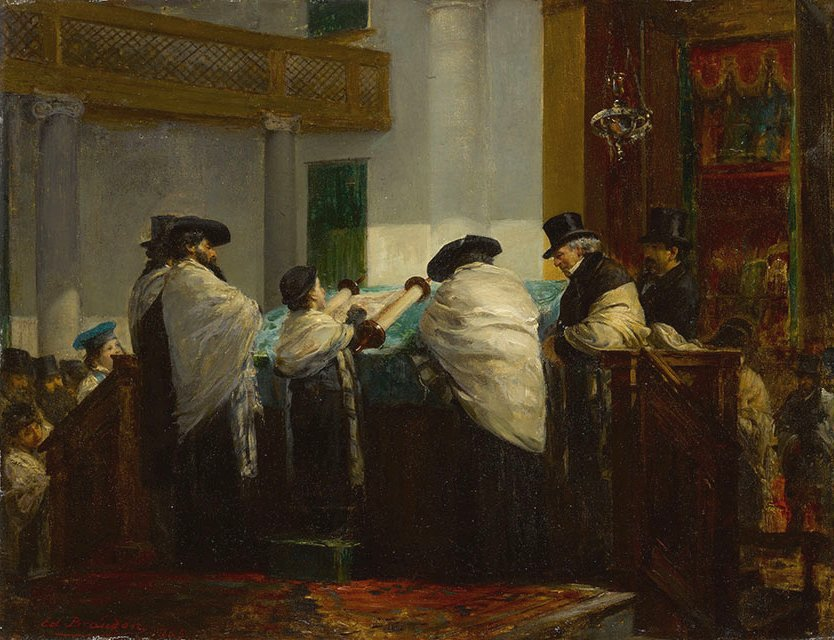
Bar Mitzvah

Jacques Émile Édouard Brandon (Parijs, 3 juli 1831 – aldaar, 20 mei 1897) was een Frans kunstschilder. Hij wordt ook vermeld als Édouard Brandon, Jacques-Émile Brandon en Jacob-Émile-Édouard-Periejra Brandon.

## Biografie
Édouard Brandon stamde af van Sefardische Joden. Hij was een telg uit een rijke Portugese familie uit Bayonne, wiens familiesynagoge de gemeenschap gediend had gedurende de achttiende eeuw. Hij werd volgens sommigen geboren in Parijs, anderen vermelden Bordeaux als geboorteplaats. Zijn vader Elie Péreira-Brandon dreef een bloeiende kunsthandel in Bordeaux of Parijs naargelang de bron.
In 1849 begon hij zijn studies aan de École des Beaux-arts in Parijs. Hij was een leerling van Picot en van Montfort, en daarna studeerde hij bij Corot van wie hij verschillende portretten heeft geschilderd.
In 1856 trok hij naar Rome waar hij tot 1863 bleef wonen. Het was in Rome dat hij Edgar Degas leerde kennen. Tijdens zijn verblijf in Rome maakte hij een serie werken rond het leven van de heilige Birgitta van Zweden. Hij werkte er in de kerk van Santa Brigida in Campo de'Fiori, nu op de Piazza Farnese, en decoreerde er een vertrek waar de heilige Birgitta had verbleven. Van de werken die hij in Rome schilderde werden er enkele getoond op de Parijse Salons. Hij kreeg medailles op het Salon in 1865 en 1867. In 1874 nam hij del aan de Eerste tentoonstelling van de impressionisten op uitnodiging van Degas. Drie van de werken van Degas die er werden tentoongesteld waren in het bezit van Brandon.
Na zijn terugkeer naar Parijs in 1863 liet Brandon de katholieke thema's meer en meer achterwege en ging hij zich concentreren op joodse thema's en het joodse leven van zijn tijd. In de negentiende eeuw werden in Frankrijk een 250-tal synagogen gebouwd. Brandon was enorm geboeid door de architecturale en esthetische kenmerken van die gebouwen. Hij illustreerde in zijn werken de centrale plaats van de synagoge in het joodse leven. Met Moritz Daniel Oppenheim en Solomon Alexander Hart vormde hij de eerste generatie van joodse kunstenaars die in hun werken de schoonheid van het joodse religieuze leven trachtten te vatten.

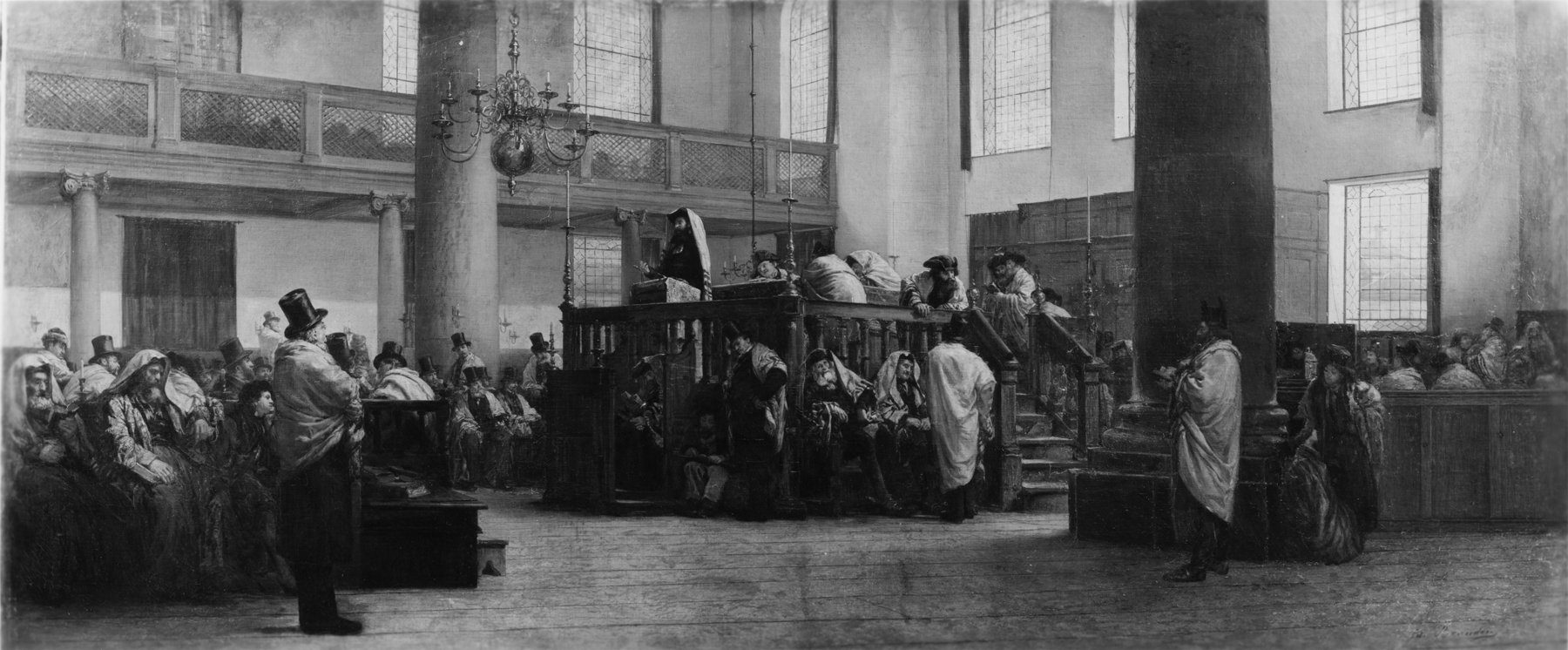
Het sermoen van rabbijn Cardozo in de Portugese synagoge van Amsterdam (1867), Walters Art Museum, Baltimore

In 1866 bezocht hij de Portugese synagoge van Amsterdam en maakte er een van zijn bekende werken: Le Sermon du Daian Cardozo à la Synagogue d'Amsterdam ("Het sermoen van rabbijn Cardozo in de Portugese synagoge van Amsterdam").

## Werken
Bij de werken van Brandon die tentoongesteld werden op het Salon horen onder meer:
- La Canonisation de Sainte Brigitte (De heiligverklaring van Sint Birgitta) (1861)
- La Jettatura di Borgo San Spirito (1861)
- La Dernière Messe de Sainte Brigitte (De laatste mis van de heilige Birgitta) (1863)
- La Charité de Sainte Brigitte (De liefdadigheid van de heilige Birgitta) (1863), wasschildering voor de kerk van de heilige Birgitta in Rome.
- Le Dimanche de la Plèbe Romaine au Transtévère (De zondag van het Romeinse plebs in Trastevere) (medaille van het Salon1865)
- Le Baiser de la Mère de Moïse (De zoen van moeder van Mozes) (1866)
- Le Sermon du Daian Cardozo à la Synagogue d'Amsterdam,  le 22 Juli. 1866 (Het sermoen van rabbijn Cardozo in de Portugese synagoge van Amsterdam) (medaille van het salon in 1867)
- Les Fils de M. Octave Feuillet (De zonen van M. Octave Feuillet) (1869)
- La Leçon de Talmud (De Talmoed les) (1869)
- Le Sabbat (1870).